# Phir Hera Pheri
Phir Hera Pheri (hindi फिर हेरा फेरी, urdu پھر ہیرا پھیری) – bollywoodzka komedia zrealizowana w 2006 roku przez scenarzystę Neeraj Vora, reżysera Khiladi 420. Film jest dalszym ciągiem komedii Hera Pheri. Cieszył się olbrzymim sukcesem u widzów indyjskich. W 2008 roku przewidziana jest premiera kolejnej części International Hera Pheri. W rolach głównych Akshay Kumar, Paresh Rawal i Sunil Shetty. Towarzyszą im Bipasha Basu i Rimi Sen. Film przedstawia w komiczny sposób przygody trójki przyjaciół, którzy szybko dorobiwszy się pieniędzy, równie szybko je tracą próbując pomnożyć. W tej komedii przekręt goni przekręt.

## Obsada
- Akshay Kumar – Raju
- Sunil Shetty – Ghanshyam (Shyam)
- Paresh Rawal – Baburao Ganpatrao Apte
- Bipasha Basu – Anuradha
- Rimi Sen – Anjali
- Johnny Lever – Munnabhai
- Manoj Joshi – Kachra Seth
- Rajpal Yadav – Pappu
- Sharat Saxena – Tiwari
- Suresh Menon – Peter
- Ravi Kishen – człowiek Tiwariego (Totla)
- Dinesh Hingoo – Parsi
- Razak Khan – Goon
- Milind Gunaji – Nanji Bhai
- Nana Patekar – narrator
- Dia Mirza – gościnnie w piosence

## O twórcach filmu
- Od debiutu w Mohra Sunil Shetty często gra z zaprzyjaźnionym z nim Akshay Kumarem - Sapoot, Dhadkan, Hera Pheri,  Więzy miłości, Awara Paagal Deewana, Jaani Dushman: Ek Anokhi Kahaani, Aan: Men at Work, Deewane Huye Pagal, Phir Hera Pheri).

## Muzyka i piosenki
Muzykę skomponował Himesh Reshammiya, nominowany za muzykę do filmów: Humraaz (2002), Dla ciebie wszystko (2003), Aksar (2006), Aashiq Banaya Aapne, autor muzyki do takich filmów jak Aitraaz, Dil Maange More, Vaada, Blackmail, Yakeen, Kyon Ki, Shaadi Se Pehle, Cicho sza!, Dil Diya Hai, Namastey London, Ahista Ahista, Shakalaka Boom Boom, Apne, Maine Pyaar Kyun Kiya?, Silsilay, 36 China Town, Humko Deewana Kar Gaye, Banaras – A Mystic Love Story, Fool and Final, Good Boy Bad Boy, Welcome (film) i Karzzzz.
1. Mujhko Yaad Sataye Teri
2. Ai Meri Zohra Jabeen
3. Dil Naiyyo Maane Re
4. Phir Hera Pheri
5. Dil De Diya
6. Pyar Ki Chatni
7. Mujhko Yaad Sataye Teri (Remix)
8. Ai Meri Zohra Jabeen (Remix)
9. Dil Naiyyo Maane Re (Remix)

## Zobacz
- poprzednia część Hera Pheri.